# Aktürk
Aktürk ist ein türkischer männlicher Vorname und Familienname mit der Bedeutung „reiner Türke“. Im übertragenen Sinne bedeutet dies „edler, aufrichtiger und makelloser Türke“.

## Namensträger

### Familienname
- Engin Aktürk (* 1983), türkischer Fußballspieler
- Savaş Aktürk (* 1989), türkischer Eishockeyspieler